# 里内格
里内格是奥地利施蒂利亚州穆劳县的一个市镇。总面积13.65平方公里，总人口174人，人口密度12.7人/平方公里（2005年）。